# No Excuses (canção de Meghan Trainor)
"No Excuses" é uma canção da cantora norte-americana Meghan Trainor, contida em seu futuro terceiro álbum de estúdio Treat Myself (TBA). Trainor co-escreveu com Jacob Kasher Hindlin e Andrew Wells, sendo produzido pelo último. Foi lançado pela Epic Records, em 1 de março de 2018, servindo como primeiro single do disco. Musicalmente, "No Excuses" é uma canção pop com influências do bubblegum pop e da música country.
Colin Tilley, dirigiu o vídeo da música "No Excuses", que acompanhou o lançamento da música em 1 de março de 2018. Dispõe de efeitos visuais mostrando Trainor com dois cópias de carbono de si mesma e Trainor vestindo várias roupas que são inspirados pelos anos 80, na cor pastel panos de fundo. Ela fez a performance ao vivo no The Ellen DeGeneres Show no dia depois do seu lançamento e no The Tonight Show Starring Jimmy Fallon mais tarde.

## Antecedentes e lançamento
Trainor co-escreveu "No Excuses" com Jacob Kasher Hindlin e Andrew Wells, que também lidou a produção da canção. A canção foi escrito em janeiro de 2018, prazo de 7 horas. Meghan revelou o título da música na vibe geral no  The Tonight Show Starring Jimmy Fallon, dizendo: "não me desrespeitar. Eu sou uma mulher, você nunca conheceu um antes?" Nos dias seguintes, Trainor revelou a letras da músicas, incluindo: "I don't disrespect you, don't you disrespect me", e "Have you lost your mind...open up your eyes." Em 25 de fevereiro de 2018, Trainor referenciado a canção em uma cartão, ela publicou em seu site e mídias sociais, seguido do desdobramento da obra de arte do single no dia seguinte.
Ao descrever a música, Trainor disse: "isso precisa ser ouvido, falar agora, o mundo poderia usar uma música como esta. É sobre o respeito, nós precisamos de um pouco mais de R-E-S-P-E-I-T-O no mundo, especialmente agora," e se chama "sassiest" no seu álbum. Sonoramente, "No Excuses" é uma canção pop com o país de influências. foi descrito como um sexismo-jateamento de capacitação hino. Trainor cantando sobre uma batida "funky, retro".

## Videoclipe
O vídeo clique da música foi dirigido por Colin Tilley, e estreou no mesmo dia do lançamento da música, que Trainor anteriormente tinha visto na sua conta do Instagram, juntamente com uma breve por trás das cenas . O vídeo mostra efeitos visuais mostrando a cantora com duas "cópias de carbono" de si mesma. O vídeo apresenta looks inspirados pelos anos 80, incluindo Trainor vestindo uma jaqueta jeans e um outro que parece uma roupa de líder de torcida. Patrick Marques da MTV News observou que o aspecto "pertencem a um vídeo a partir de 1987."

## Performances
Trainor fez a primeira performance de "No Excuses" ao vivo no The Ellen DeGeneres Show no dia depois de seu lançamento e no The Tonight Show Starring Jimmy Fallon mais tarde.

## Histórico de lançamento
| Região         | Data               | Formato                     | Gravadora | Ref.   |
| -------------- | ------------------ | --------------------------- | --------- | ------ |
| Mundo          | 1 de março de 2018 | Download digital, streaming | Epic      | [ 18 ] |
| Estados Unidos | 5 de março de 2018 | Adult contemporary radio    | Epic      | [ 19 ] |
| Estados Unidos | 6 de março de 2018 | Contemporary hit radio      | Epic      | [ 20 ] |